# Rovninské balvany
Rovninské balvany jsou přírodní památka vyhlášená v roce 1964, která se nachází v areálu výstaviště Černá louka nedaleko centra Ostravy. Sestává ze souboru deseti bludných balvanů odkrytých v pískovně v Hlučíně–Rovninách (okres Opava) v roce 1958, po svém objevu znovu zaházených a znovu odkrytých při rekultivačních pracích o šest let později. Svědčí o rozsahu zalednění pevninským ledovcem v sálském období na území Ostravska. Z místa nálezu byly balvany na své nynější místo přemístěny v roce 1964.[zdroj?]

## Další informace
V okolí se také nachází socha Milenci od Miroslava Rybičky a secesní Vila Tereza.